# S/2021 N 1
S/2021 N 1 es el satélite natural de Neptuno más pequeño, más débil y más distante conocido, con un diámetro que oscila entre los 16 a 25 kilómetros. Fue descubierto el 7 de septiembre de 2021 por Scott S. Sheppard, David J. Tholen, Chad Trujillo y Patryk S. Lykawka utilizando el telescopio Subaru de 8.2 metros en Mauna Kea, Hawái, y posteriormente anunciado el 23 de febrero de 2024. Orbita a Neptuno en dirección retrógrada a una distancia promedio de más de 50 millones de kilómetros y tarda unos 27 años terrestres en completar su órbita, la mayor distancia orbital y el mayor período orbital de cualquier satélite conocido en el sistema solar.

## Descubrimiento
S/2021 N 1 fue observado por primera vez el 7 de septiembre de 2021 por Scott S. Sheppard y sus colaboradores, durante su búsqueda de satélites irregulares de Neptuno con el Telescopio Subaru de 8.2 metros en Mauna Kea, Hawái. El equipo de Sheppard pudo detectar este débil satélite mediante una técnica de paneo, en la que tomaron muchas imágenes del telescopio de larga exposición, las alinearon y las desplazaron para seguir el movimiento de Neptuno, para luego sumarlas y crear una única imagen profunda que mostraría los satélites neptunianos como puntos de luz contra estrellas y galaxias de fondo. La aplicación de esta técnica le permitió al equipo de Sheppard explorar más profundamente el sistema de satélites irregulares neptunianos.
Desde septiembre de 2021 hasta noviembre de 2023, Sheppard realizó observaciones de seguimiento de S/2021 N 1 utilizando otros telescopios de gran apertura en todo el mundo, que incluyeron el telescopio Magallanes-Baade en el observatorio Las Campanas, el Very Large Telescope del Observatorio Europeo Austral y el telescopio Gemini Norte en los observatorios de Mauna Kea para determinar la órbita del satélite y garantizar que no se pierda. S/2021 N 1 y S/2002 N 5, otro satélite irregular neptuniano descubierto por el equipo de Sheppard, fueron confirmados y anunciados por el Centro de Planetas Menores el 23 de febrero de 2024, lo que elevó el número de satélites conocidos de Neptuno de 14 a 16.

## Órbita
S/2021 N 1 es un satélite irregular de Neptuno, ya que tiene una órbita distante, muy elíptica y muy inclinada. Los satélites irregulares están ligeramente limitados por la gravedad de Neptuno debido a su gran distancia del planeta, por lo que sus órbitas se ven frecuentemente perturbadas por la gravedad del Sol y otros planetas. Esto da como resultado cambios significativos en las órbitas de los satélites irregulares en cortos períodos de tiempo, por lo que una órbita elíptica kepleriana simple no puede describir con precisión los movimientos orbitales a largo plazo de los satélites irregulares. En cambio, se utilizan elementos orbitales adecuados para describir con mayor precisión las órbitas a largo plazo de satélites irregulares, ya que se calculan promediando la órbita perturbada durante un largo período de tiempo.
Durante un lapso de 800 años, desde 1600 hasta 2400, el semieje mayor o distancia orbital promedio de S/2021 N 1 desde Neptuno es de 50.7 millones de kilómetros, con un periodo orbital medio de 27.5 años terrestres. Ambas propiedades orbitales son mayores que las de Neso (49.9 millones de kilómetros; 26.8 años), lo que hace que S/2021 N 1 tenga la mayor distancia orbital y el mayor periodo orbital de cualquier satélite conocido en el sistema solar. A modo de comparación, el planeta Mercurio tiene un semieje mayor de 57.9 millones de kilómetros del Sol, que es aproximadamente un 14 % más grande que el semieje mayor promedio de S/2021 N 1 de Neptuno. La distancia orbital extrema de S/2021 N 1 es posible gracias al gran tamaño de la esfera de Hill de Neptuno, que se extiende alrededor de 115 millones de kilómetros en radio. El semieje mayor promedio de S/2021 N 1 ocupa aproximadamente el 44 % del radio de la esfera de Hill de Neptuno.
S/2021 N 1 tiene una excentricidad orbital promedio de 0.50 y una inclinación orbital promedio de 135° con respecto a la eclíptica, o bien, el plano de la órbita de la Tierra. Dado que la inclinación orbital de S/2021 N 1 es superior a 90°, este tiene una órbita retrógrada, lo que significa que orbita en la dirección opuesta a la órbita de Neptuno alrededor del Sol. Debido a las perturbaciones, los elementos orbitales de S/2021 N 1 fluctúan con el tiempo: su semieje mayor puede oscilar entre 49 a 53 millones de kilómetros, su excentricidad de 0.32 a 0.70 y su inclinación de 129° a 139°.
S/2021 N 1 pasó por última vez por su periapsis, o su punto más cercano a Neptuno en su órbita, en septiembre de 2017 a una distancia de aproximadamente 27.1 millones de kilómetros. Este satélite se aleja de Neptuno hasta alcanzar el apoapsis, su punto más alejado del planeta, en marzo de 2032 a una distancia de aproximadamente 74.8 millones de kilómetros. S/2021 N 1 pasó por última vez por su apoapsis en noviembre de 2002 a una distancia de aproximadamente 76.6 millones de kilómetros.
La órbita de S/2021 N 1 exhibe precesión nodal con un período promedio de aproximadamente 900 años terrestres, pero no exhibe precesión apsidal. En cambio, el argumento del periastro de la órbita de S/2021 N 1 oscila periódicamente alrededor de 90°, que es un comportamiento compartido por Neso y Sao. Este comportamiento se debe al mecanismo de Lidov-Kozai, donde las perturbaciones del Sol y Neptuno son periódicas. Este mecanismo provoca intercambios periódicos entre excentricidad e inclinación: por ejemplo, a medida que la órbita de S/2021 N 1 se vuelve más excéntrica, su órbita se vuelve menos inclinada y viceversa.
S/2021 N 1 es parte del grupo de Neso, un grupo de satélites irregulares retrógrados distantes de Neptuno que incluye a Psámate y al homónimo del grupo, Neso. Los satélites del grupo de Neso tienen elementos orbitales agrupados con semiejes mayores entre 46 y 51 millones de kilómetros, excentricidades entre 0.4 y 0.5 e inclinaciones entre 125° y 140°. Como todos los demás grupos de satélites irregulares, se cree que el grupo de Neso se formó a partir de la destrucción de un satélite más grande capturado debido a impactos de asteroides y cometas, que dejaron muchos fragmentos en órbitas similares alrededor de Neptuno.

## Características físicas
S/2021 N 1 es extremadamente débil con una magnitud aparente promedio de 27, que está cerca de los límites de detectabilidad de algunos de los telescopios más grandes de la Tierra, como el Telescopio Subaru. Para 2024, es el satélite más débil de Neptuno descubierto. No se sabe nada sobre las propiedades físicas de S/2021 N 1 aparte de su magnitud absoluta de 12.1, que puede utilizarse para estimar el diámetro del satélite. Suponiendo un rango de albedo geométrico de 0.04 a 0.10 (que es típico de la mayoría de satélites irregulares), S/2021 N 1 tiene un diámetro de entre 16 a 25 kilómetros. Sheppard estima que el diámetro es de 14 km, lo que, de ser correcto, convertiría a S/2021 N 1 en el satélite más pequeño conocido que orbita Neptuno.